# Interferoni
Gli interferoni (IFNs) sono una famiglia di proteine che svolgono un ruolo centrale nella risposta immunitaria alle infezioni virali.

## Storia
Nel 1957, Alick Isaacs e un post-dottorando svizzero, Jean Lindenmann, stavano studiando il fenomeno dell'interferenza virale, ovvero la capacità di un virus di inibire la replicazione di un altro virus. Quando le membrane corio-allantoidee di embrioni di pollo di 10 giorni venivano infettate con virus dell'influenza inattivati tramite calore o raggi UV, veniva prodotto un materiale che interferiva con la successiva replicazione virale.
La produzione o inibizione del virus influenzale veniva misurata tramite emoagglutinazione, ovvero la capacità del virus di interagire e agglutinare i globuli rossi. Denominarono questa sostanza interferente “interferone”. Il punto finale della titolazione era l'identificazione del pozzetto con agglutinazione parziale. Il reciproco della diluizione influenzale così osservata veniva considerato il titolo dell'interferone.
I primi articoli sull'interferone furono pubblicati nel 1957 nelle prestigiose Proceedings of the Royal Society, e una descrizione più dettagliata apparve sul British Journal of Pathology. Utilizzando tecniche biochimiche standard, venne dimostrato che l'interferone era una proteina, resistente a pH 2, precipitabile con solfato di ammonio, distrutta dall'etere e digerito dalla tripsina. La stabilità a pH 2 era una caratteristica importante, utilizzata in seguito per distinguere l'interferone originale, chiamato IFN-α, dagli altri interferoni scoperti successivamente. I tentativi iniziali di purificare l'interferone fallirono. La sua concentrazione indotta era molto bassa e allora non si sapeva ancora dell'esistenza di molteplici tipi di interferone, così, anche con le tecniche di cromatografia su colonna disponibili all'epoca, si rivelò impossibile purificare un singolo tipo.
Jean Lindenmann tornò a Zurigo e non continuò a lavorare sull'interferone, ma proseguì la ricerca sul virus dell'influenza, scoprendo un ceppo di topi resistente al virus. Questa resistenza non sembrava correlata all'interferone, ma alla proteina Mx, codificata da un gene autosomico, MX. Tuttavia, negli anni successivi, Lindenmann e colleghi scoprirono che la proteina Mx era inducibile dall'interferone e che questa proteina era una componente della cascata di geni indotti dall'interferone.
Piuttosto sorprendentemente, l'interferone non era specifico per il virus. Non solo inibiva l'influenza, ma anche virus non correlati come il vaiolo bovino e altri virus. Il fatto che l'interferone fosse un agente con un range inibitorio molto ampio suggeriva che potesse essere utilizzato come un agente antivirale generale, molto simile agli antibiotici. Di conseguenza, tre aziende farmaceutiche, Glaxo Laboratories, ICI Pharmaceuticals e Burroughs Wellcome, che in seguito sarebbe diventata la Wellwell Foundation, sostennero la ricerca. Lo scopo primario era produrre abbastanza interferone per l'uso in studi clinici, e un secondo obiettivo era mantenere il brevetto per la produzione di interferone nel Regno Unito.
Parallelamente alla ricerca occidentale, ma in modo del tutto indipendente, nel 1954 un gruppo di ricercatori in Giappone identificò ciò che prese il nome di un "fattore inibitore virale". Inocularono il virus del vaiolo vaccino inattivato tramite raggi ultravioletti sul dorso di conigli e successivamente li infettarono con virus del vaiolo vaccino vivo. La replicazione del virus vaccino venne inibita dal pre-trattamento con il virus inattivato. I ricercatori isolarono questa sostanza e la denominarono "fattore inibitorio". Ulteriori esperimenti si rivelarono tuttavia difficili a causa del sistema utilizzato.
Queste osservazioni furono presentate alla riunione annuale del 1956 della Società Giapponese per la Ricerca Virale e successivamente alla riunione della Società di Biologia Giappone-Francia nel 1957. Questo fu, di fatto, il primo rapporto sull'interferone, ma non fu riconosciuto come tale se non molto tempo dopo. Successivamente, l'IF fu testato per l'attività dell'interferone utilizzando l'interferone standard di coniglio, così designato dal Comitato Internazionale sugli Interferoni, e si scoprì che aveva un titolo di interferone di 300.000 UI, un livello di attività sorprendentemente elevato. È ora chiaro che il gruppo giapponese aveva osservato la produzione di interferone in risposta a un virus a DNA inattivato nell'animale intero. Poiché questo lavoro fu condotto in Giappone e originariamente pubblicato su una rivista francese, non ricevette il riconoscimento che meritava.
Nel 1962, fu condotto un ambizioso primo studio clinico presso il Common Cold Center di Salisbury, in Inghilterra. Lo scopo era verificare se l'interferone potesse inibire la produzione del virus del vaiolo vaccino in individui non precedentemente vaccinati, dopo l'iniezione del virus nel braccio. I risultati mostrarono un'inibizione limitata della replicazione virale. Diventò evidente che era necessaria una quantità di interferone molto maggiore per renderlo clinicamente utile, ma solo negli anni '80 fu possibile produrne a sufficienza in uno stato puro.
Prima della clonazione genica, la produzione di interferone in quantità sufficienti per uso clinico era estremamente difficile, anche cercando di produrlo in colture cellulari. Negli anni '60, la domanda di interferone era elevata a causa del suo potenziale come farmaco antitumorale. Kari Cantell, in Finlandia, riuscì a produrre interferone leucocitario in grandi quantità, utilizzando enormi serbatoi e raccogliendo leucociti da diverse fonti per poi infettarli con il virus Sendai, che stimolava notevolmente la produzione di interferone. Tuttavia, anche con queste strutture, era impossibile produrre quantità sufficienti per tutti gli studi clinici desiderati.
Negli anni '60, si scoprì inoltre che molti virus inducevano la produzione di interferone nelle colture cellulari e che, a sua volta, l'interferone aggiunto alle cellule poteva inibire la maggior parte dei virus, soprattutto ad alte concentrazioni. Tuttavia, si comprese molto più tardi che alcuni virus avevano sviluppato meccanismi per neutralizzare la sua attività.
L'interferone veniva misurato in base alla sua attività antivirale: un'unità era sufficiente a inibire la crescita virale del 50%, solitamente tramite un saggio delle placche. Si notò che l'interferone non aveva alcun effetto se aggiunto direttamente al virus. L'inibizione della produzione virale avveniva solo quando l'interferone veniva aggiunto alle cellule. Questo suggeriva che una cellula infettata dal virus produce interferone per proteggere le cellule vicine, mettendole così in uno stato antivirale.
Negli anni '70, vennero caratterizzati diversi tipi di interferone. Furono riscontrate differenze basate sui tipi di cellule protette e sulla stabilità degli interferoni a diversi pH.  I primi esperimenti per determinare l'attività antitumorale furono condotti su leucemie murine di origine virale, tra cui la leucemia di Friend e la leucemia di Rauscher. Tuttavia, l'interferone non era attivo solo contro i tumori causati da virus, ma anche contro un gran numero di tumori murini trapiantabili di diverse origini. In questi esperimenti, i tumori venivano iniettati per via intraperitoneale o intramuscolare, in modo che l'interferone potesse essere somministrato direttamente nel tumore.

## Caratteristiche strutturali e fisiche
Gli interferoni appartengono alla vasta classe di glicoproteine note come citochine. Esistono molti tipi di interferoni, con diversi recettori cellulari e modalità d'azione. Gli interferono vengono classificati in:
- IFN di tipo I
- IFN di tipo II o IFN-γ
- IFN di tipo III o IFN-λ
- IFN di tipo IV o IFN-u

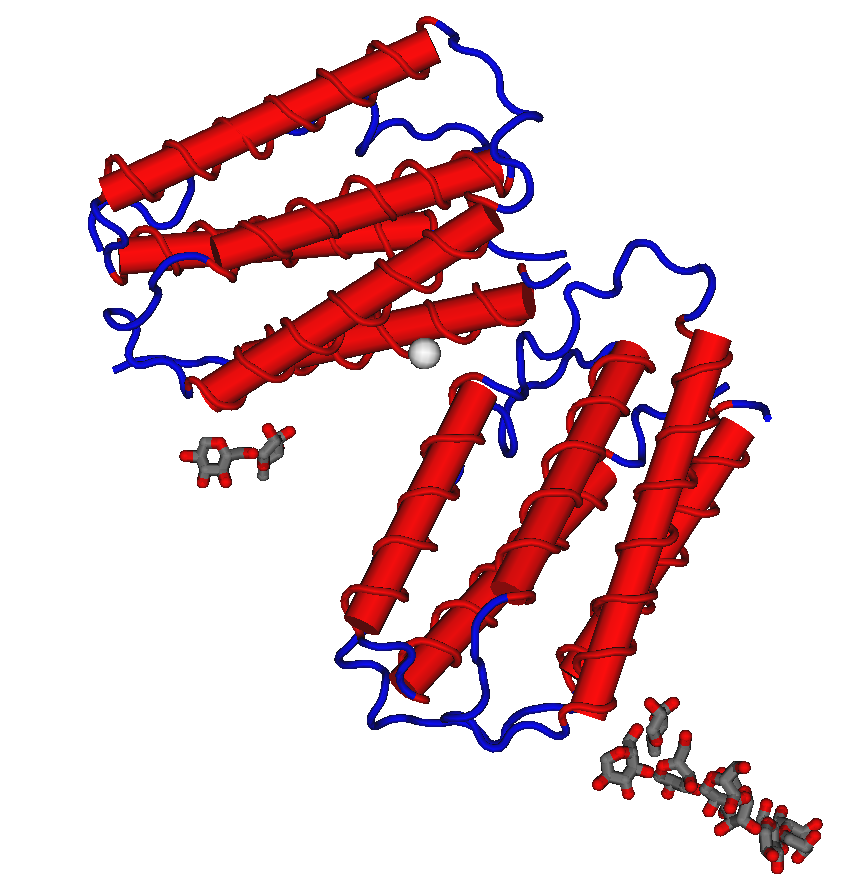
L'interferone-β umano

Gli interferoni di tipo I nei mammiferi comprendono almeno 10 sottotipi, tra cui: IFN-α, IFN-β, IFN-ε, IFN-ω, IFN-κ, IFN-δ, IFN-τ, IFN-ν, IFN-μ e IFN-ζ.

### IFN-α
Ognuno ha una sequenza di amminoacidi leggermente diversa, un'attività specifica distinta e uno spettro antivirale differente. I diversi tipi di cellule producono quantità variabili di ciascun tipo e ogni interferone è codificato da un gene distinto. Si sa molto poco sulle basi biologiche delle molteplici specie e delle loro attività, poiché la maggior parte della ricerca è stata condotta solo su uno di questi, denominato IFNα2. L'interferone-alfa viene indotto in diversi tipi di leucociti.

### IFN-β
Esiste solo una specie nota di IFN-β, che condivide il 25% di omologia a livello di amminoacidi con IFN-alfa. IFN-β viene prodotto dai fibroblasti e dalle cellule epiteliali in risposta alla presenza di virus e RNA a doppio filamento.

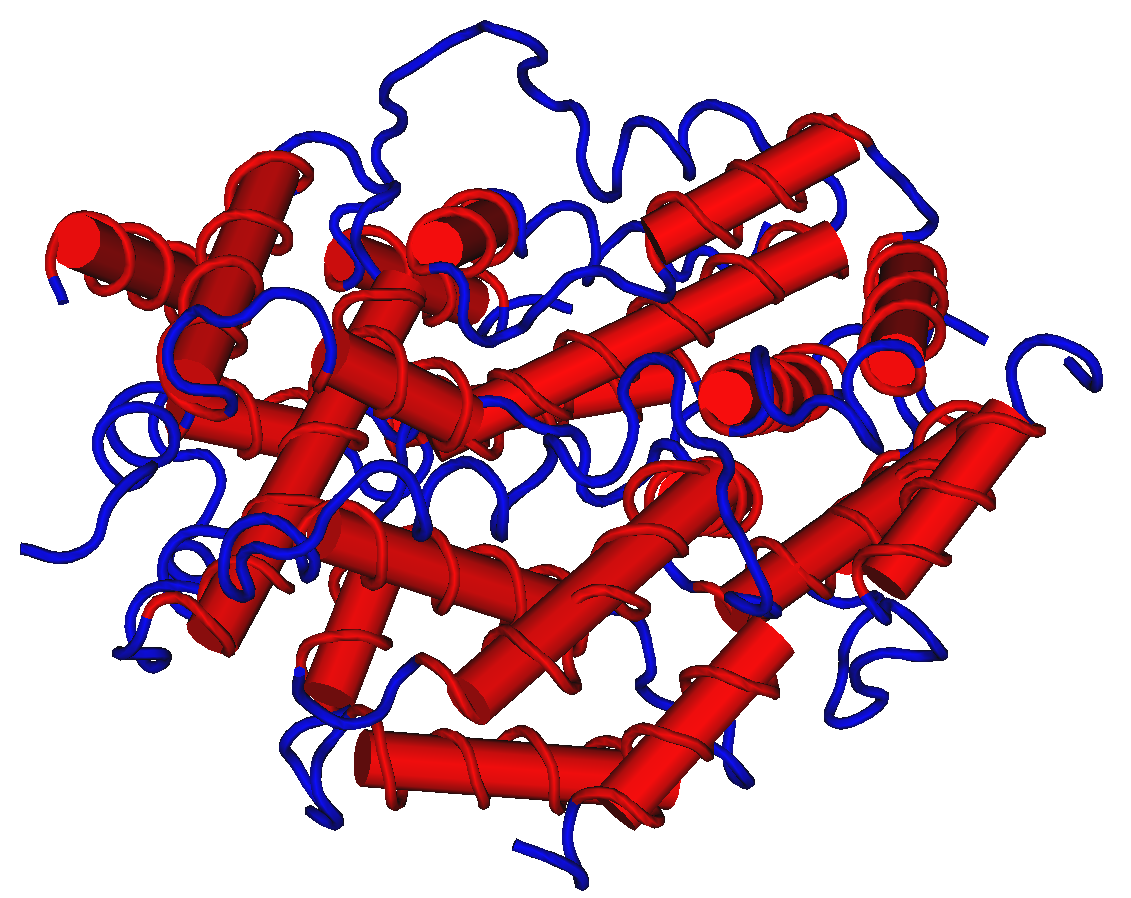
L'interferone-γ umano

### IFN-γ
L'INF-γ viene prodotto dalle cellule del sistema immunitario: cellule dendritiche, cellule NK, linfociti T CD4 e CD8, e macrofagi. L'IFN-γ viene anche indotto da citochine come IL-1, IL-2 e da molti fattori di crescita. Inoltre, è prodotto durante le infezioni virali in vivo come parte del sistema immunitario.

### IFN-λ
Studi recenti sull'IFN-λ indicano che la sua struttura è simile a quella della famiglia delle interleuchine, in particolare IL-10 e IL-22, e che condivide un recettore comune. L'IFN-λ possiede attività antivirale e potrebbe sostituire l'IFN-α nel trattamento dell'epatite C.

### IFN-υ
Nel raporto originale sul IFN di tipo IV, l'IFN-υ è stato trovato in una sintenia genica conservata nel pesce zebra (D. rerio), nella rana artigliata (X. laevis), nella lucertola verde di anole (A. carolinensis), nello squalo elefante (C. maximus) e nel pollo (G. gallus). Nelle specie di vertebrati che vanno dai pesci ai mammiferi primitivi, l'IFN-υ differisce dagli IFN di tipo I, II e III per le caratteristiche della sequenza, il locus genico, la filogenesi e il complesso recettoriale. Tuttavia, l'IFN-υ nei pesci è simile agli IFN di tipo I per le loro sequenze C-terminali, e agli IFN di tipo I nei pesci e agli IFN di tipo III nei vertebrati per l'organizzazione a multi-esoni.

## Biochimica
Tutti gli interferoni agiscono come ligandi di specifici recettori sulla superficie cellulare, stimolando la trascrizione di centinaia di geni i cui prodotti proteici hanno attività antivirale, oltre a effetti antimicrobici, antiproliferativi/antitumorali e immunomodulatori. Gli interferoni inducono centinaia di geni sia in vivo che in vitro, producendo profili genetici sovrapposti e distinti. Il meccanismo di induzione e della risposta antivirale è complesso e coinvolge l'interazione di molte molecole regolatorie.
Gli interferoni non sono indotti solo dai virus, ma anche da intermedi virali come l'RNA a doppio filamento, da RNA sintetici a doppio filamento come il PolyI:PolyC, da alcune specie di batteri, da endotossine e da altre citochine. L'espressione degli interferoni di tipo I e III è indotta in praticamente tutti i tipi cellulari quando vengono riconosciuti schemi molecolari virali, in particolare acidi nucleici, da recettori citoplasmatici ed endosomiali. Al contrario, l'interferone di tipo II è indotto da citochine come l'IL-12 e la sua espressione è limitata alle cellule immunitarie, come le cellule T e le cellule NK.
L'efficacia del sistema degli interferoni nel contrastare le infezioni virali è evidenziata dalla moltitudine di inibitori dell'induzione o dell'azione degli interferoni, codificati da molti virus. Questi inibitori impediscono l'eradicazione dei virus e determinano la continua coesistenza tra virus e vertebrati.

### Genetica
Sembra che esistano fino a 24 tipi di IFN-α basati sull'omologia genetica, ma solo un tipo di IFN-β. I geni codificanti per i vari interferoni sono i seguenti:
- IFN-α cromosoma 9 (9p22)
- IFN-β cromosoma 9 (9p21)
- IFN-γ cromosoma 12 (12q14)
- IFN -λ cromosoma 19 (19q13.13)

Gli IFN vengono attivati a livello trascrizionale attraverso una sequenza di eventi di segnalazione altamente orchestrata, composta da sensori virali, proteine adattatrici, chinasi e fattori di trascrizione.

### Meccanismo d'azione
IFN-α e INF-β si legano agli stessi recettori, IFNAR1 e IFNAR2, l'IFN-γ si lega a recettori separati, IFNGR1 e IFNGR2, mentre l'IFN-λ) si lega a un terzo gruppo di recettori, che sono condivisi con le interleuchine IL10, IL28A, IL28B e IL29.
Nelle cellule non infette non c'è traccia di interferone e il gene è completamente represso. Il virus infetta una cellula legandosi al suo recettore specifico. Dopo essere stato assorbito dagli endosomi o essere entrato nella cellula attraverso la membrana cellulare, i componenti virali o il dsRNA virale attivano i recettori Toll-like o l'analogo sistema RIGI. Questo avviene attraverso schemi di riconoscimento associati ai patogeni che interagiscono con i recettori Toll-like. Questa interazione porta alla produzione di chinasi ad opera di una famiglia di molecole note come fattori di risposta all'interferone (IRF-1, IRF-3, IRF-7). Una famiglia simile di proteine blocca l'induzione e silenzia i geni dell'interferone. Queste proteine possono agire in sequenza.
Il legame degli interferoni attiva diverse chinasi, inclusa una serie di proteine chiamate chinasi JAK, che fosforilano la tirosina su un gruppo di proteine note come STATS attivando e portando alla dimerizzazione delle stesse. STAT1 è coinvolto nel percorso di segnalazione di IFN-α/β e IFN-γ, STAT2 anche nel percorso IFN-α/β, mentre STAT3, STAT4, STAT5A, STAT5B e STAT6 sono coinvolti con altre interleuchine.
Le proteine STAT a loro volta formano complessi con altre proteine che si legano a specifiche sequenze di DNA. Nella segnalazione dell'interferone di tipo I, gli eterodimeri STAT1-STAT2 si combinano con IRF9 per formare ISGF3. Questo complesso a sua volta si lega al promotore ISRE per indurre la produzione dei cosiddetti geni stimolati dall'interferone (ISGs). I dimeri di STAT1 si legano a un'altra sequenza nota come sequenza GAS e interagiscono con IRF1 per stimolare i geni dell'interferone di tipo II.
L'interferone può modulare le risposte immunitarie attraverso i suoi effetti sulle molecole MHC di classe I e classe II. IFN-α, IFN-β e IFN-γ aumentano l'espressione delle molecole di Classe I su tutte le cellule, promuovendo così il riconoscimento da parte dei linfociti T citotossici che possono distruggere le cellule infettate dal virus. L'IFN-γ può anche aumentare l'espressione delle molecole MHC di classe II sulle cellule che presentano l'antigene, migliorando la presentazione degli antigeni virali ai linfociti T helper CD4+. Inoltre, l'IFN-γ può attivare le cellule NK e le cellule dendritiche, che possono uccidere le cellule infette dal virus.
Gli interferoni stimolano la produzione di:
- protein-chinasi R o PKR[16]
- ribonucleasi L o RNAsi L[17]
- proteina inducibile dall'interfeone p78 (MX1 o MXA)[18]
- proteina della leucemia promielocitica o PML[19]
- ISG15[20]
- proteine IFIT[21]
- proteine IFITM[22]
- fattori retrovirali inducibili di restrizione[23]

#### Protein-chinasi R
La proteina chinasi R (PKR) è una chinasi indotta dall'interferone che svolge un ruolo chiave nella risposta immunitaria innata alle infezioni virali. La PKR è indotta in una forma latente che viene attivata legando il dsRNA per subire autofosforilazione e successivamente fosforilare i substrati cellulari. La PKR contiene un dominio di legame al dsRNA (dsRBD) N-terminale, composto da due copie in tandem del motivo di legame al dsRNA (dsRBM) e un dominio chinasico C-terminale, con un linker non strutturato di circa 90 amminoacidi situato tra questi domini.

#### RNAsi L
L'RNasi L, dipendente dall'oligoadenilato 2'-5', è uno degli enzimi chiave coinvolti nella funzione degli IFN. In seguito al legame con il suo attivatore, gli oligoadenilati 5'-fosforilati, legati 2'-5' (2-5A), la RNasi L degrada gli RNA virali e cellulari a singolo filamento, giocando così un ruolo importante nelle funzioni antivirali e antiproliferative degli IFN.

#### MX1
MX1 è una GTPasi simile alla dinamina che sembra mirare ai capsidi virali, causando l'inibizione virale prima dell'inizio della replicazione.

#### PML
PML è una proteina indotta dagli IFN che organizza la formazione di corpi nucleari strutturalmente distinti, composti da proteine permanenti come Daxx e SP100, oltre a numerose proteine transitorie come P53 e ATM. Questi corpi regolano un'ampia gamma di processi cellulari, tra cui la risposta ai danni al DNA, allo stress, agli stimoli apoptotici e alle infezioni virali.

#### ISG15
ISG15, codificato dal gene Isg15, è una piccola molecola simile all'ubiquitina. ISG15 svolge numerose funzioni antivirali, tra cui l'inibizione del rilascio virale, la ISGilazione sia di proteine virali che di proteine dell'ospite, e proprietà immunomodulatorie simili alle citochine nella sua forma non coniugata.

#### Proteine IFIT
Le proteine IFIT inibiscono la sintesi proteica virale, riconoscono RNA virali privi di metilazione 2′-O e regolano la risposta immunitaria.

#### Proteine IFITM
Le proteine IFITM bloccano la fusione virale con la membrana cellulare, impedendo l’ingresso di numerosi virus come influenza, dengue e SARS-CoV-2.

### Patologie
Esiste una serie di infezioni opportunistiche associate agli autoanticorpi anti-interferone INF-γ (AAbs). L'infezione disseminata da micobatteri non tubercolari (NTM) è la malattia infettiva più comune, ma T. marneffei, C. neoformans, H. capsulatum, B. pseudomallei, specie di Salmonella e il virus Varicella-zoster vengono frequentemente identificati come patogeni opportunisti in questo gruppo di pazienti.
Si ritiene che gli AAbs anti-IFN-γ siano la causa dell'immunodeficienza piuttosto che il risultato di infezioni opportunistiche. Un'analisi delle serie temporali in un paziente con infezione disseminata da M. avium complex ha mostrato che gli AAbs neutralizzanti anti-IFN-γ si sviluppano gradualmente per un certo periodo prima dell'insorgenza delle infezioni opportunistiche. Tuttavia, il fattore che innesca la produzione di AAbs anti-IFN-γ non è noto.
La sequenza di amminoacidi della molecola di IFN-γ a cui si legano gli autoanticorpi condivide un'omologia del 100% con gli amminoacidi della proteina di assemblaggio del ribosoma Noc2 di A. terreus, che è altamente conservata in tutte le specie di Aspergillus. Titoli elevati di autoanticorpi anti-IFN-γ sono in grado di bloccare il legame dell'IFN-γ al suo recettore, inibendo così le prime fasi della trasduzione del segnale di IFN-γ, sia la fosforilazione di STAT-1 sia l'espressione della proteina STAT-1. Questi autoanticorpi inibiscono anche le conseguenze biologiche a valle del legame di IFN-γ, ovvero la sovraregolazione della produzione del fattore di necrosi tumorale TNF-α e dell'IL-12.
La maggior parte degli AAbs anti-IFN-γ appartiene agli isotipi IgG, più frequentemente ai sottotipi IgG4 e IgG1. Diversi studi hanno rilevato che questi autoanticorpi riconoscono un epitopo nella regione C-terminale dell'IFN-γ.

## Farmacologia e tossicologia

### Effetti del composto e usi clinici
Le funzioni biologiche uniche degli interferoni hanno portato al loro utilizzo terapeutico nel trattamento di malattie come l'epatite, la sclerosi multipla e alcune forme di leucemia. L'interferone è diventato un trattamento standard per diversi tipi di tumori umani, tra cui la leucemia a cellule capellute, il sarcoma di Kaposi nei pazienti affetti da AIDS, la leucemia mieloide cronica (LMC) e le infezioni da papilloma (verruche).
Vi sono evidenze oggettive di attività antitumorale nel linfoma non-Hodgkin, nel linfoma di Hodgkin, nel tumore alla mammella e nel melanoma. L'IFN-β è stato approvato per il trattamento della sclerosi multipla. La risposta al farmaco varia e in alcuni casi è inefficace, a seconda della fonte dell'interferone e del tipo di sclerosi multipla. Diversi studi hanno riscontrato un beneficio dell'IFN-β nel ridurre i tassi di recidiva, mentre altri non hanno riportato alcun beneficio a questo riguardo.

### Controindicazioni ed effetti collaterali
Le controindicazioni alla terapia con interferone includono disfunzione renale, cirrosi, epatite, malattie autoimmuni, precedente trattamento con terapia immunosoppressiva, trapianto d'organo, malattie della tiroide non controllate, epilessia, gravi disturbi mentali e neurologici, disturbi del sistema nervoso centrale e psoriasi.
La terapia a base di interferone ha diversi effetti collaterali, in particolare:
- i pazienti che assumono IFN-α possono manifestare sintomi simil-influenzali quali febbre, cefalea, nausea, brividi, mialgia, ecc. per alcune ore dopo la somministrazione, oltre a stanchezza cronica, eruzioni cutanee, alopecia e reazioni autoimmuni.[39] Ci sono anche segnalazioni di anoressia e disfunzione erettile.[38]
- i pazienti che assumono IFN-β manifestano sintomi simil-influenzali entro 2-8 ore dall'iniezione, con una durata inferiore alle 24 ore, tra cui febbre, brividi, mialgia, cefalea e dorsopatia.[40]
- i pazienti che assumono IFN-γ possono manifestare febbre, cefalea, fatica, rash, brividi, eritema o indolenzimento nel sito d'iniezione, diarrea, vomito, nausea, perdita di peso, mialgia, infiammazione, reazioni autoimmuni, anoressia e atralgia.[41]

### Interazioni

#### Contraccettivi orali
L'uso di contraccettivi orali in pazienti affetti da sclerosi multipla sottoposti a terapia con IFN-β deve essere discussa caso per caso.

#### Terapia antitumorale
Poiché gli IFNs sono espressi sia dalle cellule tumorali che da quelle immunitarie e modulano la loro funzione biologica, l'efficacia delle terapie anticancro è correlata alla segnalazione degli interferoni. Sebbene la segnalazione dell'IFN sia coinvolta nell'induzione delle risposte antitumorali, la stimolazione cronica della via di segnalazione dell'IFN può indurre resistenza a varie terapie antineoplastiche.